# Jan Evangelista Purkyně
Jan Evangelista Purkyně (od 15. července 1869 rytíř Purkyně / Ritter von Purkyně), křtěn Jan Josef (17. prosince 1787 Libochovice – 28. července 1869 Praha-Nové Město) byl český fyziolog, anatom, biolog, básník, filozof a zakladatel rytířského rodu Purkyňů; otec malíře Karla Purkyně a meteorologa Emanuela Purkyně. Svým příspěvkem o živočišných tkáních složených z buněk s jádry (v Karolinu roku 1837) se stal jedním ze spoluzakladatelů cytologie. Jím založený rytířský rod Purkyňů se rozrostl do mnoha větví a potomci jeho rodu žijí dodnes.

## Životopis

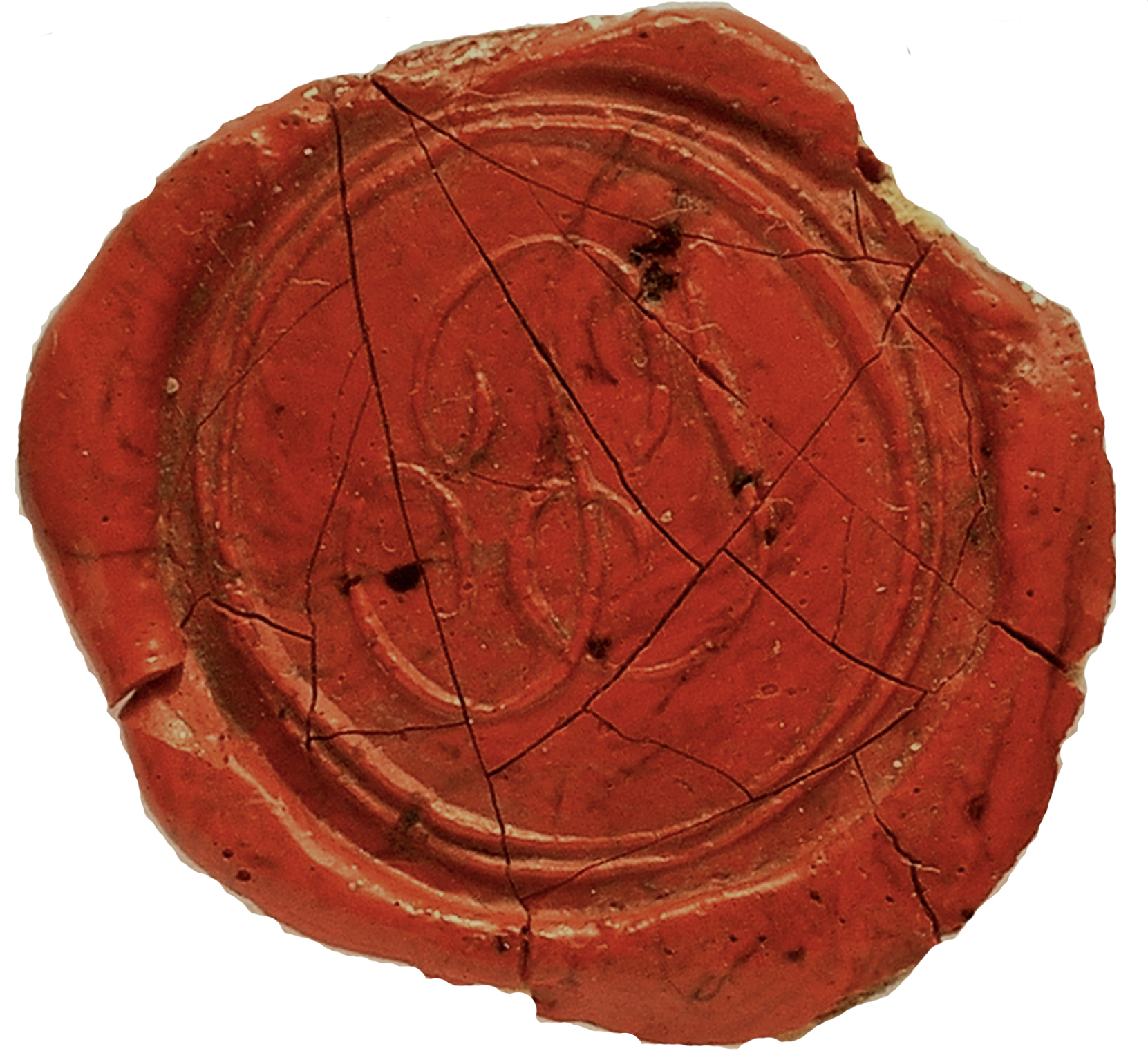
Osobní pečeť 1837

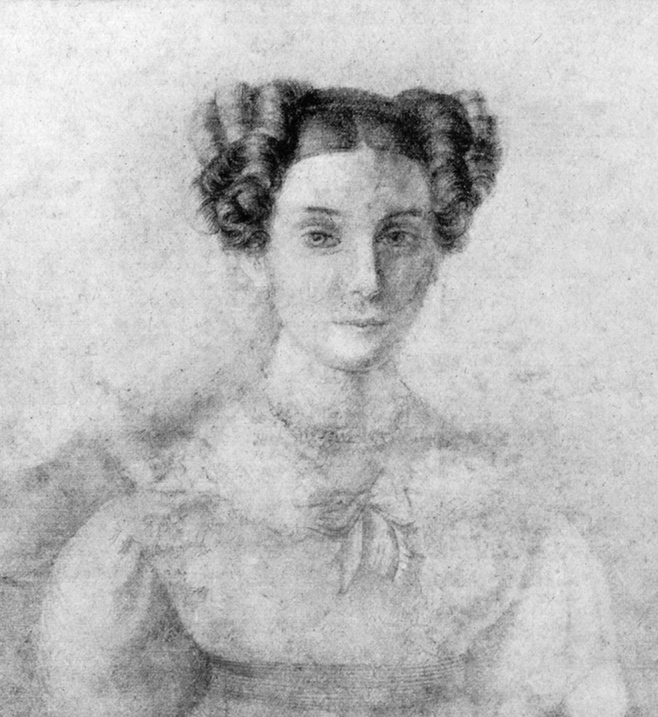
Julie Purkyně-Rudolphi, kresba neznámého autora

Narodil se na zámku v Libochovicích, jeho otec byl správcem libochovického šlechtického panství. Když bylo Janu Evangelistovi šest let, jeho otec zemřel. V jedenácti letech Purkyně odešel za vzděláním k piaristům (konkrétně na piaristickém gymnáziu v Mikulově, studoval také ve Staré Vodě pod vedením Jana Františka Hanela), ve dvaceti však z řádu odešel. Živil se jako vychovatel v šlechtických rodinách, jeden z jeho zaměstnavatelů nasměroval Purkyňův zájem směrem k lékařství. Už v prvním ročníku pražského studia mu ve Vídni vyšla první báseň Orážení obrazu bez konce. Doktorskou práci O zření v ohledu subjektivním obhájil roku 1818 a stal se asistentem na pražské lékařské fakultě.

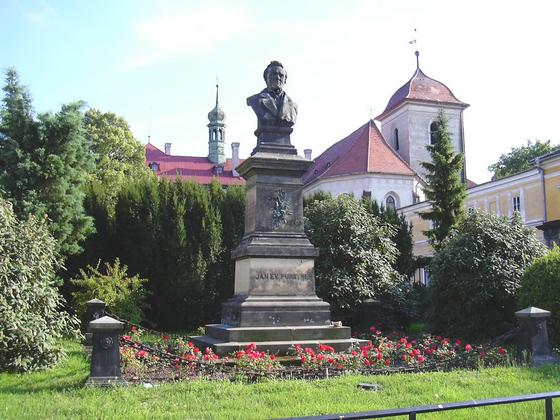
Busta Jana Evangelisty Purkyně v Libochovicích

Pro vlastenecké názory se ale marně ucházel o profesuru. Teprve na mocnou přímluvu několika osob (pruský ministr kultury a vzdělávání Karl vom Stein zum Altenstein (1770–1840), lékař Johann Nepomuk Rust (1775–1840), vedoucí pruského vysokoškolského oddělení Johannes Schulze (1786–1869), přírodovědec Karl Asmund Rudolphi (1771–1832) a údajně i na přímluvou Goethovu, který také studoval proces vidění) byl angažován na univerzitu mimorakouskou, do tehdy pruské Vratislavi.
V roce 1827 se oženil s Julií Rudolphi (1800–1835), dcerou svého zastánce, v Berlíně působícího přírodovědce švédského původu Karla Asmunda Rudolphi (1771–1832). Manželé měli dvě dcery a dva syny, avšak ve Vratislavi zemřela manželka a obě dcery na choleru, zůstali pouze synové. Starší syn Emanuel (1831–1882) se stal přírodovědcem, mladší syn Karel (1834–1868) vynikl jako malíř. Otec jej celý život finančně podporoval a nakonec i přežil.
Ve Vratislavi získal roku 1832 výkonný mikroskop. Svůj nejvýznamnější objev prezentoval Purkyně na sjezdu německých přírodovědců a lékařů v pražském Karolinu 19. září 1837, kde mezi prvními na světě přisoudil buňkám jejich stěžejní význam pro život. Ve Vratislavi také odváděl tvrdou badatelskou práci, která z něj činí zřejmě nejfrekventovanějšího eponyma české vědy: Purkyňova vlákna v srdci, Purkyňovy buňky v malém mozku, Purkyňovy obrázky (obrazce tvořené odrazem světla ve struktuře oka), Purkyňův jev (posun spektrálního maxima barevné citlivosti oka na světlo v závislosti na jeho intenzitě) a řada dalších po něm nazvaných útvarů a jevů.
V práci O spánku, snech a stavech příbuzných z roku 1857 Purkyně zdůraznil osvěžující a léčivou funkci snů pro duševní rovnováhu. Předjímá tím budoucí Freudovy úvahy o snu, ale i Jungovu teorii kompenzační funkce snu. Ve stati Individuální duševní ústroj člověka (1864–1866) Purkyně rozlišil dvě hlavní metody zkoumání lidské psychiky – antropologickou, která zkoumá souvislost duševních zvláštností s tělesnými, a psychologickou, jež je založena na vlastní vnitřní zkušenosti, na sebepozorování. Třetí možností je fenomenologická metoda, která hledá souvislosti mezi výjevy duševního života. Jako jeden z mála českých vědců přijal ve své době Darwinovu evoluční teorii, což svědčí o jeho otevřenosti. 
Ve Vratislavi byl přijat do zednářské lóže a byl členem berlínské zednářské lóže Zum Pilgrim. Za vlády místodržitele hraběte Lva Thun-Hohensteina byl později kvůli tomu několikrát vyšetřován a musel slíbit, že se již zednářské činnosti již nezúčastní.

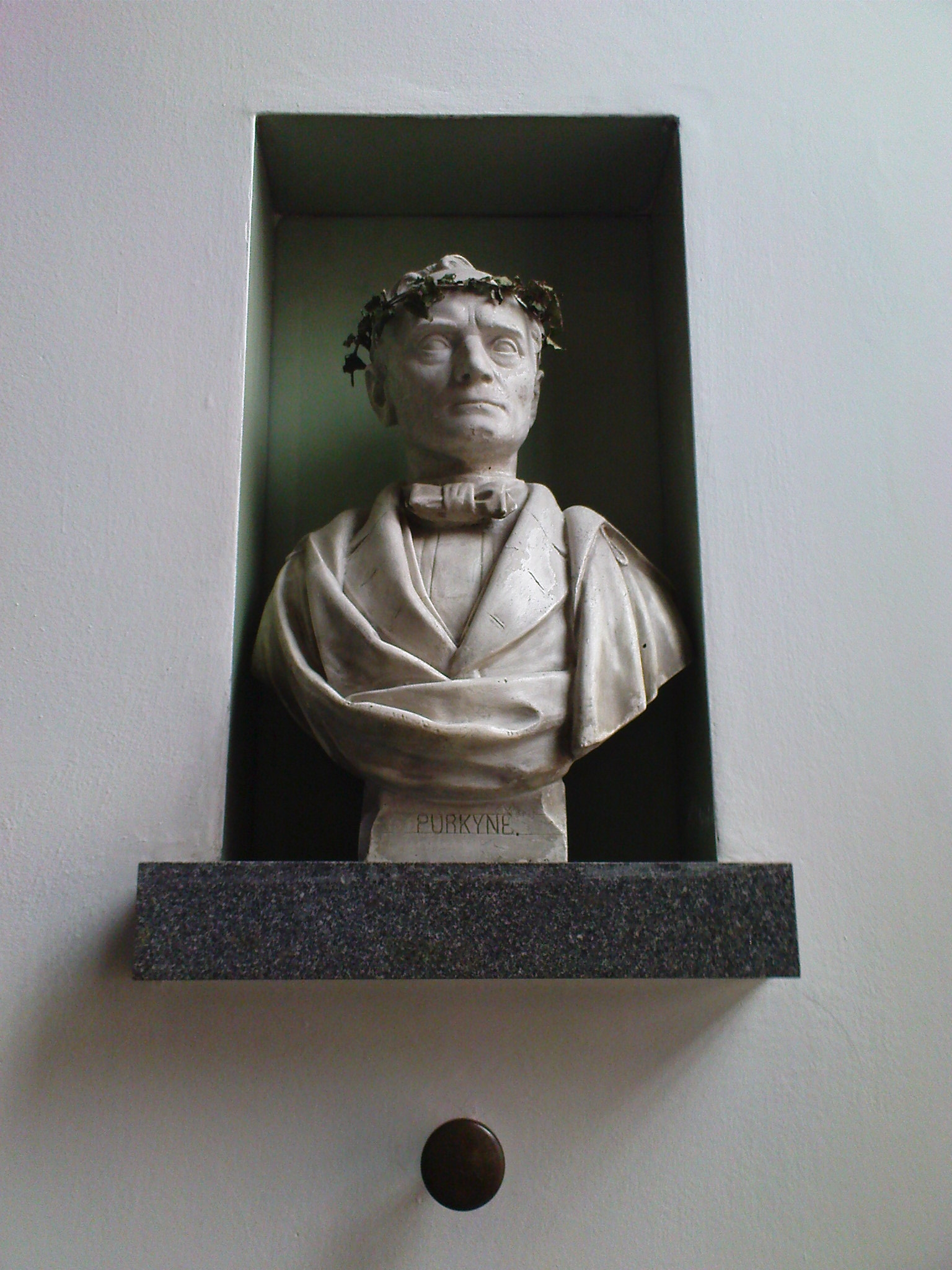
Busta J. E. Purkyně na Pedagogické fakultě Univerzity Karlovy v Praze

Roku 1850 se Purkyně vrátil na pražskou lékařskou fakultu. Založil fyziologický ústav, nad výzkumem už ale převládala činnost organizační a buditelská. Stal se členem londýnské Královské společnosti, vídeňské a pařížské akademie věd a korespondenčním členem Ruské akademie věd. Roku 1853 založil časopis Živa. Roku 1861 byl zvolen poslancem českého zemského sněmu.
Ve 40. letech 19. století Purkyně sestrojil kinesiskop, u něhož použil rotační závěrku používanou následně u kinematografů. Lze ho považovat i za průkopníka v oblasti animovaného filmu. V roce 1861 nechal podle svých nákresů vyrobit kotouč zobrazující animovanou sekvenci práce lidského srdce. Je to první známý případ užití této techniky (považované v té době za zábavnou hračku) pro výuku vědeckého oboru. Sám ale předpověděl, že se tento postup stane svébytným druhem v umění. Zapojil se do vzniku tělovýchovné organizace Sokol v Praze.

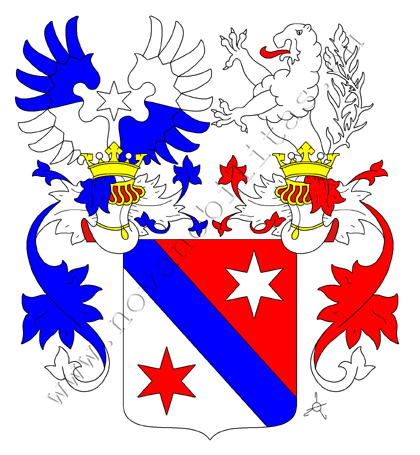
Erb rodu Purkyně

Od roku 1864 byl řádným členem c. k. vlastenecko-hospodářské společnosti, se kterou se dostal do styku jako předseda Společnosti pro přírodovědný výzkum Čech. (Gesellschaft für naturwissenschaftliche Durchforschung Böhmens).
Za jeho vynikající zásluhy v oblasti vědy a vyučování mu císař František Josef I. 22. dubna 1868 udělil rytířský kříž Leopoldova řádu, vysoce prestižní ocenění, které osoby jeho společenského postavení obvykle nezískávaly. 31. května následujícího roku požádal již těžce nemocný Purkyně na základě tohoto řádu o povýšení do rytířského stavu. Udělen mu byl listinou z 15. července 1869, čím zároveň získal i erb:
Modrým kosmým břevnem stříbrno-červeně dělený štít s červenou hvězdou ve stříbrném a stříbrnou v červeném poli. Na štítě stojí dvě korunované turnajské přílby. Klenotem na pravé s modro-stříbrnými přikryvadly jsou modro-stříbrně a stříbrno-modře dělená křídla, mezi kterými se vidí stříbrná hvězda. Z levé přílby s červeno-stříbrnými přikryvadly vyrůstá stříbrný lev s červeným jazykem.
J. E. Purkyně v Praze žil a zemřel ve Spálené ulici, což připomíná pamětní deska poblíž stanice metra Národní třída. Pochován je na Vyšehradském hřbitově. Jeho pohřeb se stal velkou národní manifestací.

## Básnické dílo

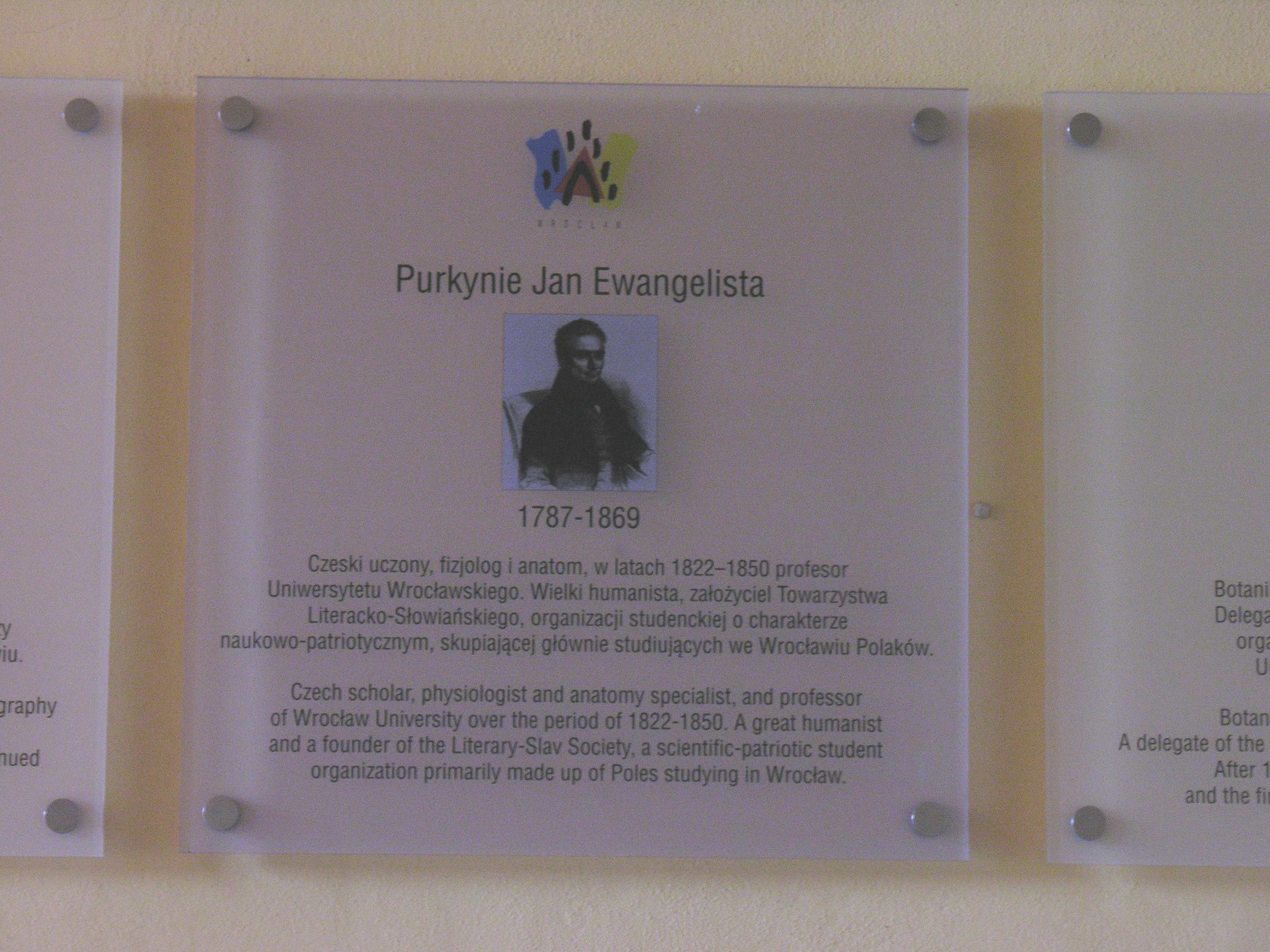
Pamětní deska ve Vratislavi

Jan Evangelista Purkyně se celý život věnoval také básnické tvorbě (v mládí měl dokonce v úmyslu se stát výlučně spisovatelem, doloženě se několikrát v mládí podepsal J. Purkyně, Dichter), jeho básně a básnické překlady vyšly v jedenáctém svazku jeho sebraných spisů v roce 1968. Za svého života publikoval spíše jen v časopisech a dnes je jeho básnická tvorba v podstatě zapomenuta (převažuje v ní reflexivní a příležitostná lyrika, básně oslavující pantheistický pohled na svět, popisná lyrika po vzoru M. Z. Poláka a také satirické epigramy makarónským veršem, který Purkyně nazýval hybridka – hybrid dvou jazyků). Okrajově se věnoval také básnické tvorbě pro děti pod vlivem Františka Douchy.
Byl významným překladatelem poezie z němčiny a italštiny, mj. lyrických básní Friedricha Schillera. Jako vůbec první přeložil do češtiny Osvobozený Jeruzalém Torquata Tassa (z překladu byl za jeho života publikován jen první zpěv). Napsal také autobiografické spisy a slavistické práce. Velkou překážkou ve vnímání jeho textů, ať původních, či přeložených, je pro moderního čtenáře hojné užívání mnohdy velmi nepřirozených neologismů a podivných slovních tvarů. V původní i přeložené tvorbě používal zejména časoměrný verš, který již česká poezie nevyužívá. Purkyně o této vadě věděl, a proto za svého života publikoval jen několik svých básní v časopisech; většina jeho básnické tvorby proto stále zůstává v rukopise. Jeho překlady z Friedricha Schillera nicméně zůstaly až do konce 19. století nepřekonány.

## Pozdější odkazy
- Jméno Jana Evangelisty Purkyně bylo umístěno pod okny Národního muzea v Praze spolu s mnoha dalšími, viz Dvaasedmdesát jmen české historie.
- Purkyňovo jméno nesla v letech 1960–1990 brněnská univerzita (dnes fungující opět pod původním názvem Masarykova univerzita[13]).
- Roku 1991 vznikla pod názvem Univerzita Jana Evangelisty Purkyně v Ústí nad Labem přejmenováním někdejší Pedagogické fakulty nová česká univerzita. Později byla rozšířena, dnes má osm fakult.[14]
- Purkyňovo jméno nese také Česká lékařská společnost Jana Evangelisty Purkyně.[15]
- Na počest J. E. Purkyně byl pojmenován kráter Purkyně na odvrácené straně Měsíce[16][17] a planetka 3701 Purkyně.
- v Lesnickém Slavíně byl vybudován památník s žulovou deskou, na které je uvedeno Purkyňovo jméno, data narození a úmrtí a rok zbudování desky.[18]
- Purkyňův ústav v Praze na Albertově je součástí 1. lékařské fakulty UK a byl otevřen v roce 1926 za účasti prezidenta Masaryka.[19]
- Ve Strážnici je po něm pojmenováno Gymnázium J. E. Purkyně.
- J. E. Purkyně je čestným občanem města Blovice.

## Fotografie

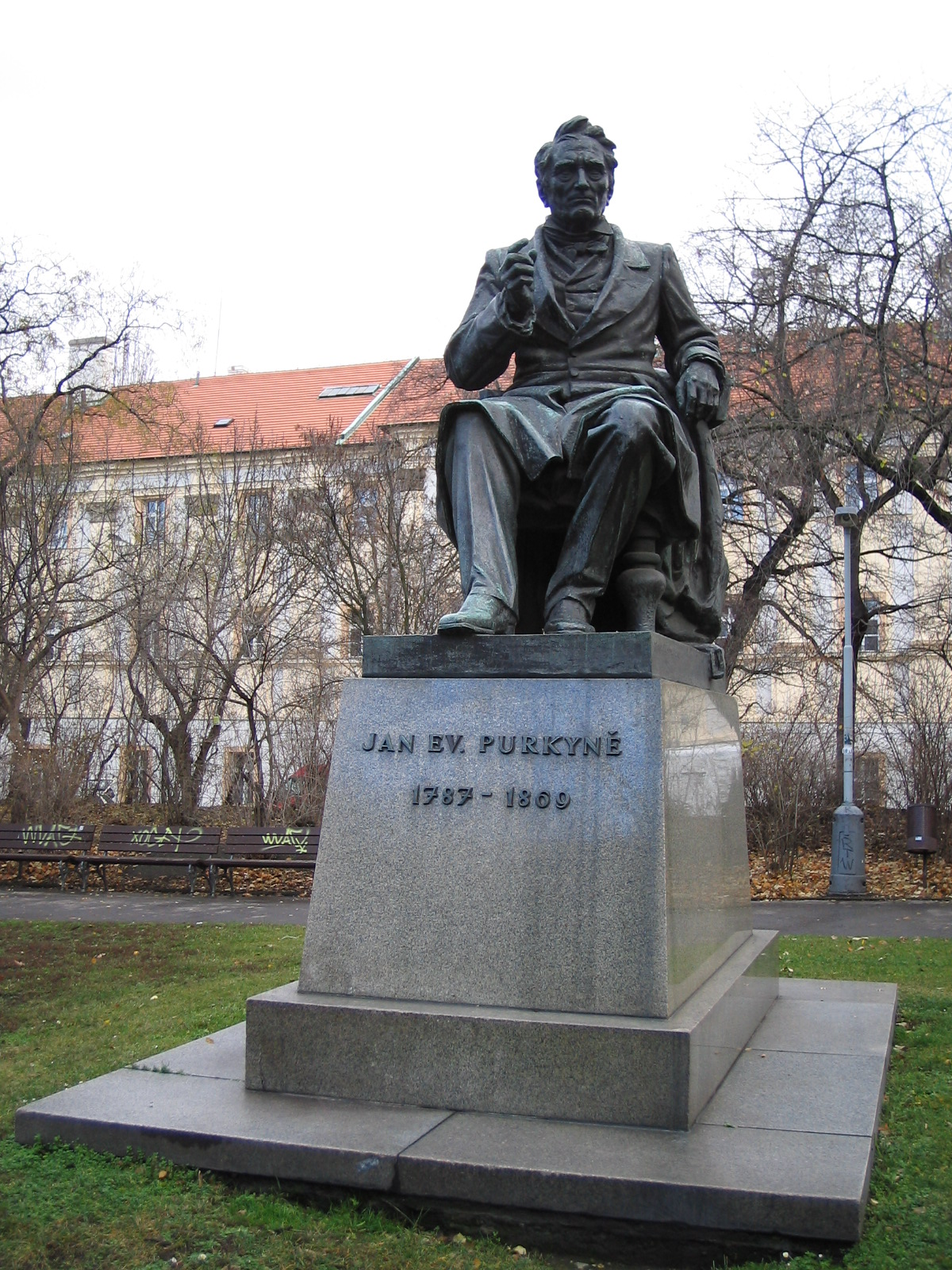
Socha J. E. Purkyně na Karlově náměstí v Praze
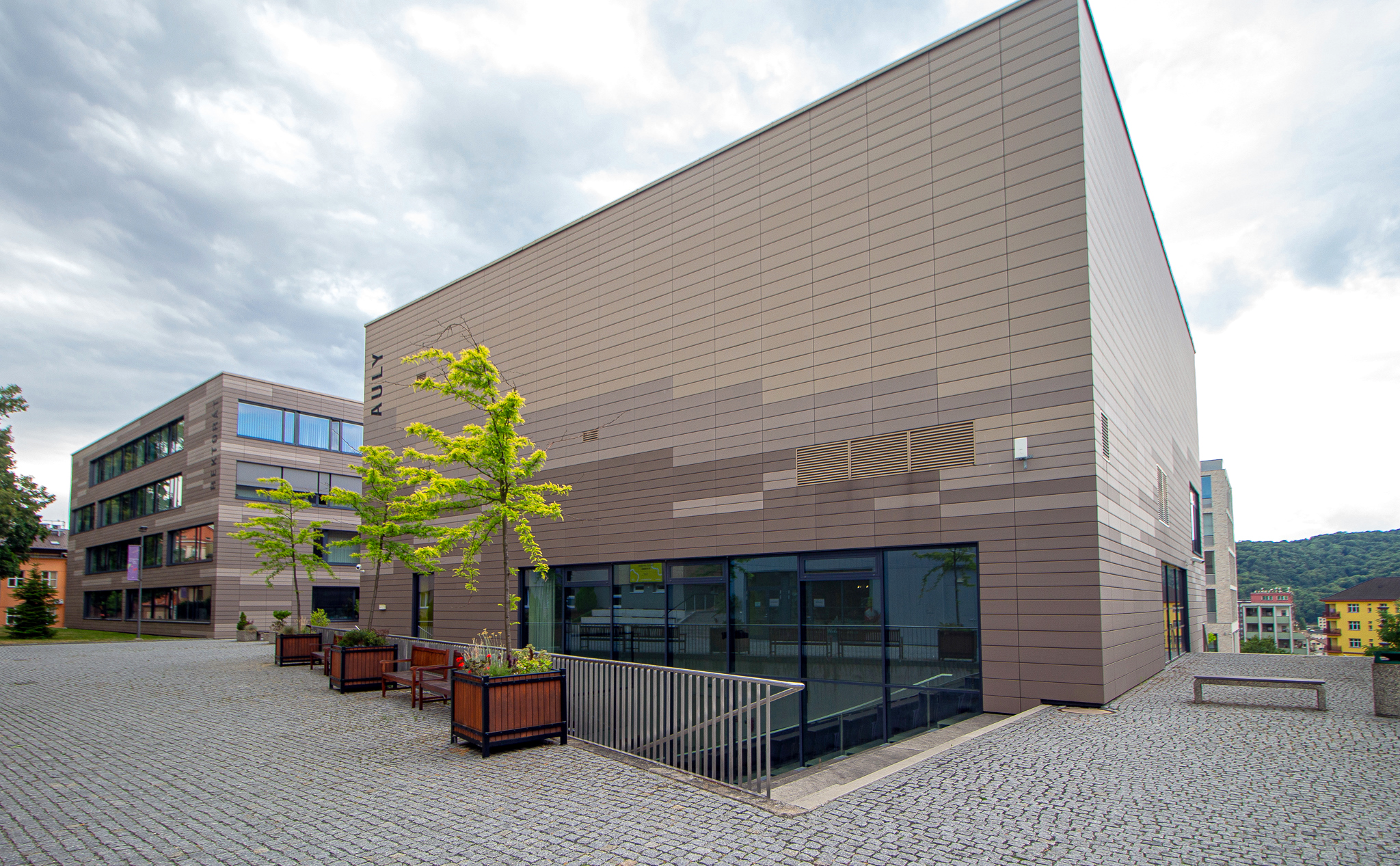
Budova rektorátu Univerzity J. E. Purkyně v Ústí nad Labem
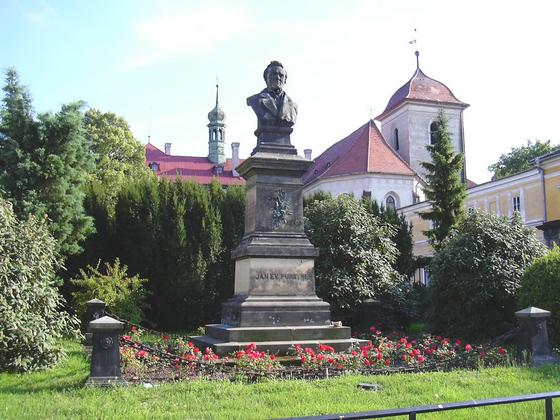
Socha J. E. Purkyně v Libochovicích
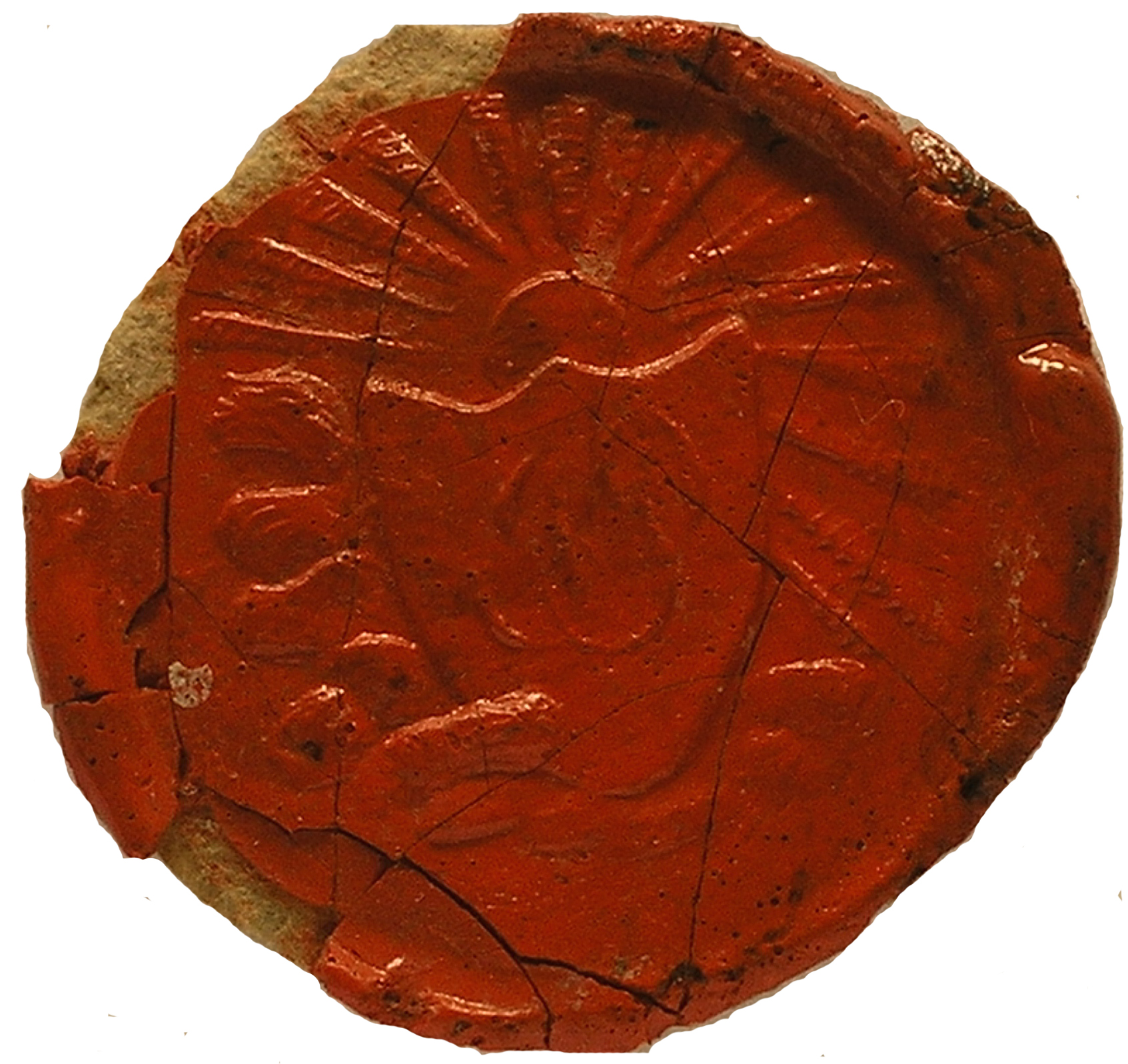
Osobní pečeť 1842
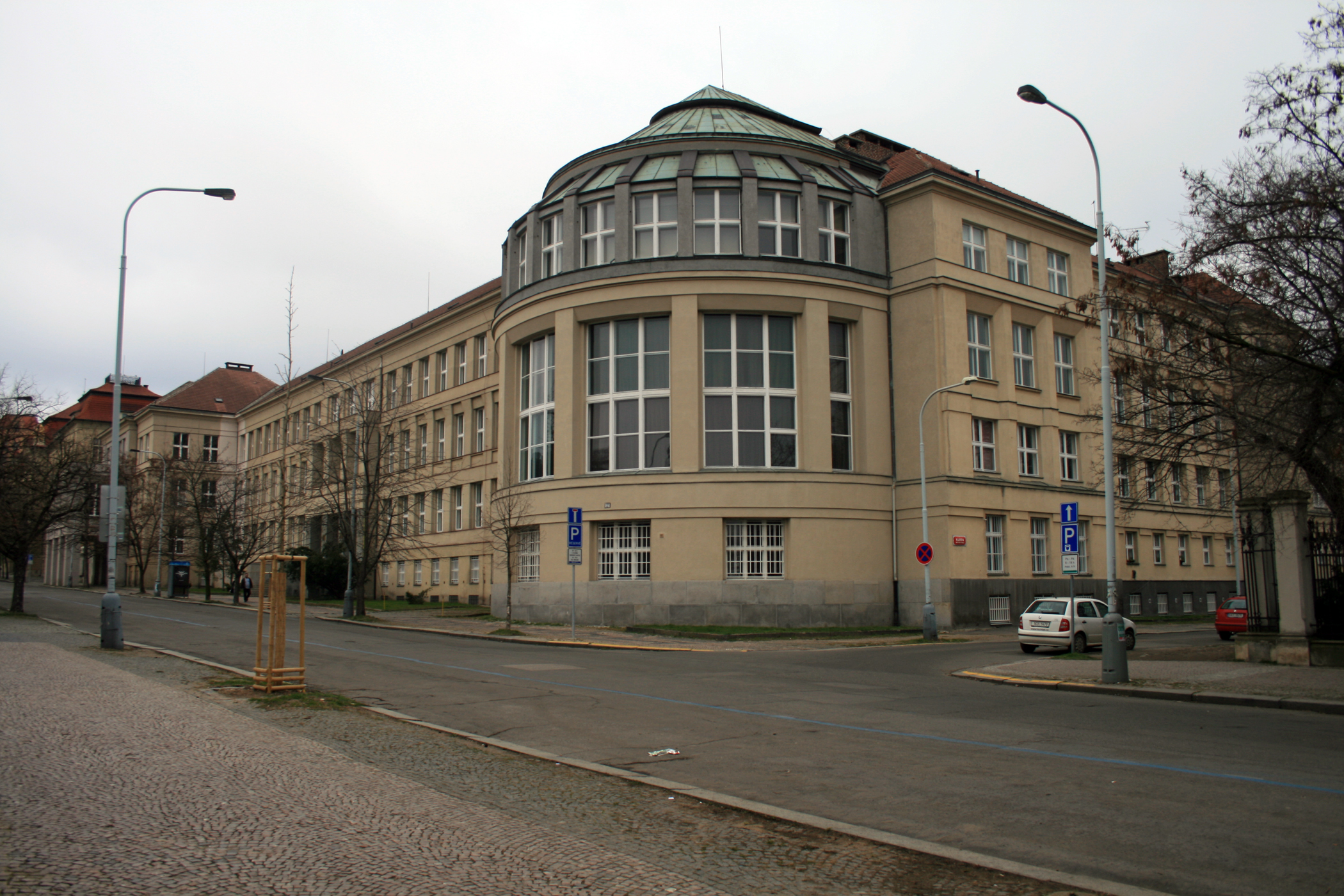
Purkyňův ústav v Praze na Albertově
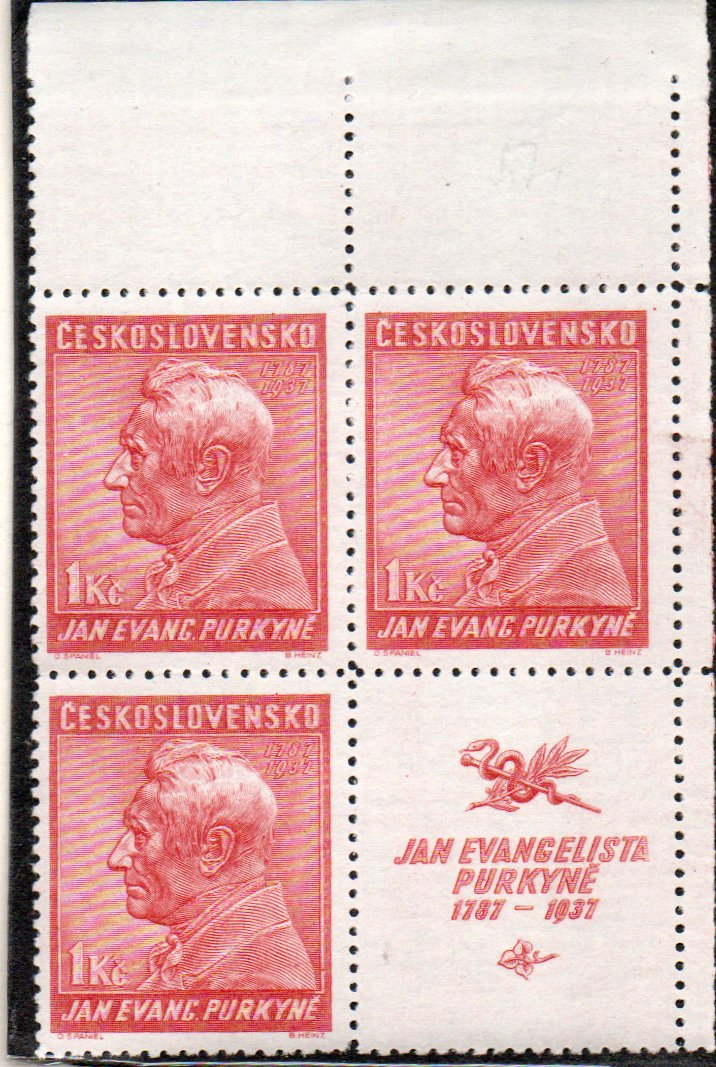
Známky ke 150. výročí narození